# Хладноруки кажњеник
Хладноруки кажњеник (енгл. Cool Hand Luke) је амерички драмски филм из 1967. године, режисера Стјуарта Розенберга, са Полом Њуманом и Џорџом Кенедијем у главним улогама. Њуман тумачи насловну улогу Лука, осуђеника у затворском логору на Флориди који одбија да се покори систему. Смештен у ране 1950-е, заснован је на истоименом роману Дона Пирса из 1965. године.
Роџер Иберт назвао је Хладноруког кажњеника филмом против естаблишмента снимљеном током настајања популарне опозиције Вијетнамском рату. Филм је сниман у калифорнијском региону делте реке Сан Хоакин; сет, који представља затворски логор на Дубоком југу, заснован је на фотографијама и мерењима које је направила екипа коју су филмски ствараоци послали у друмски затвор у Гејнсвилу на Флориди.
По изласку, филм је добио позитивне критике и остварио је успех на благајнама. Учврстио је Њуменов статус једног од најбољих глумаца тог доба и назван је „каменом темељцем ере”. Њуман је био номинован за Оскара за најбољег глумца, Кенеди је освојио Оскара за најбољу споредну мушку улогу, Пирс и Пирсон су били номиновани за Оскара за најбољи адаптирани сценарио, а Лало Шифрин је био номинован за Оскара за најбољу оригиналну музику. Године 2005, Конгресна библиотека Сједињених Држава одабрала је филм за чување у Националном регистру филмова, сматрајући га „културолошки, историјски, или естетски значајним”. Филм има рејтинг одобравања од 100% на сајту Rotten Tomatoes, а реплика управника затвора (Стразер Мартин) у филму, која почиње са „Ово што имамо овде је неуспех у комуникацији”, нашла се на листи 100 година... 100 филмских цитата Америчког филмског института.

## Радња
Почетком 1950-их на Флориди, одликовани ветеран Другог светског рата, Лукас „Лук” Џексон, ухапшен је јер је пијан током ноћи исекао паркинг апарате са њихових стубова. Осуђен је на две године рада у оковима у затворском логору који води строги управник познат као Капетан, заједно са шефом Годфријем, тихим стрелцем са надимком „човек без очију” јер увек носи наочаре за сунце. Кар, затворски стражар, обавештава нове затворенике о правилима. Чак и мањи прекршаји се кажњавају са „ноћи проведеном у кутији”, малом квадратном самицом са ограниченим ваздухом и врло мало простора за кретање.
Лук одбија да поштује устаљени ред међу затвореницима и брзо се сукобљава са вођом затвореника, Драглајном. Када га он изазове на бокс меч, остали затвореници и стражари са занимањем посматрају. Лука озбиљно надмаши његов већи противник, али он одбија да прекине. На крају, Драглајн одбија да настави борбу, али Лукова упорност придобија поштовање затвореника и привлачи пажњу чувара. Касније побеђује у партији покера блефирајући са празном руком. Лук каже, „понекад ништа не може бити права хладна рука”, што наводи Драглајна да му да надимак „Хладноруки Лук”.
Након посете његове болесне мајке Арлете, Лук постаје оптимистичнији у погледу своје ситуације. Непрестано се суочава са Капетаном и чуварима, а његов смисао за хумор и независност показују се заразним и инспиративним за остале затворенике. Лукова борба за превласт достиже врхунац када предводи радну екипу у наизглед немогућем, али успешном покушају да заврши посао асфалтирања пута за мање од једног дана. Остали затвореници почињу да га обожавају након што он направи и добије опкладу да може да поједе 50 тврдо куваних јаја за сат времена.
Једног дана, Лук подиже звечарку из травнатог јарка и држи је док је Годфри упуца. Лук баци мртву змију шефу као шалу пре него што му овај пружи свој штап, и похвали његово пуцање. Драглајн саветује Луку да буде опрезнији са „човеком без очију”. Олуја са кишом прерано завршава радни дан. Пре него што се придружи осталим затвореницима у камиону, Лук виче Богу, искушавајући Га. Те вечери Лук добија обавештење да му је мајка умрла.
Капетан предвиђа да би Лук могао да покуша да побегне да присуствује сахрани своје мајке, те га закључава у кутију. Након што је пуштен, Луку је речено да заборави на своју мајку сада када је њена сахрана завршена, али он постаје одлучан да побегне. Под окриљем прославе Дана независности, он први пут покушава да побегне. Локална полиција га приводи и враћа у исти затвор, али један од ловачких паса послатих за њим умире од врућине и пренапрезања. Капетан ставља Луку окове око ногу и држи говор упозорења осталим затвореницима, говорећи: „Ово што имамо овде је неуспех у комуникацији. Неке људе једноставно не можете да досегнете. Дакле, добијате оно што смо имали прошле недеље, што је начин на који он то жели. Па, он то добија. Ни ја то не волим ништа више од вас.”
Убрзо касније, Лук поново бежи преваривши чуваре током паузе за уринирање и скида своје окове секиром у оближњој кући. Он разбацује кари прах и чили прах по земљи како би спречио псе чуваре да прате његов мирис, што их доводи до кијања. Док је слободан, Лук шаље Драглајну часопис у коме се налази његова фотографија са две прелепе жене. Убрзо је поново ухваћен, претучен, враћен у затворски логор и опремљен са два сета окова. Капетан упозорава Лука да ће бити убијен на лицу места ако икада поново покуша да побегне.
Лук се изнервира због тога што су други затвореници опчињени фотографијом из часописа и каже да ју је лажирао. У почетку су остали затвореници љути, али када се Лук врати после дугог боравка у кутији и буде кажњен тако што је приморан да поједе велику порцију пиринча, остали му помажу да је заврши.
Као додатну казну за бекство, он је приморан да више пута копа јарак у дворишту затворског логора, након чега би га затрпао, а затим га туку. Затвореници са жаљењем посматрају његову муку. Коначно, док остали затвореници гледају са прозора, исцрпљени Лук се сруши у рупу, молећи Бога за милост и молећи чуваре да га више не ударају. Верујући да је Лук коначно сломљен, капетан прекида казну. Шеф Пол упозорава Лука да ће бити убијен ако поново побегне, а Лук у сузама обећава да неће ни покушавати. Затвореници почињу да губе своју идеализовану слику Лука, а један од њих цепа Лукову фотографију са женама.
Поново радећи са окованим затвореницима, наизглед покоран, Лук престаје са послом како би дао воду једном затворенику. Док га разочарани затвореници гледају, он трчи до једног од камиона да донесе Годфрију пушку. Након што Годфри устрели корњачу, Лук је вади из блата за њега, дајући му комплимент за његов погодак. Луку је наређено да однесе корњачу до камиона, где он украде камион и кључеве других возила. У узбуђењу тренутка, Драглајн ускаче у камион и придружује се Луку у његовом бекству. Након што су напустили камион, Лук каже Драглајну да треба да се растану. Драглајн невољно пристаје и одлази. Лук улази у цркву, где разговара са Богом, кога криви што га је саботирао тако да не може да побеђује у животу. Неколико тренутака касније стижу полицијски аутомобили. Драглајн каже Луку да су их полиција и шефови пронашли, али су обећали да га неће повредити ако се мирно преда.
Уместо тога, Лук отвара прозор, окренут према полицији, и исмејава Капетана понављајући његов ранији говор: „Ово што имамо овде је неуспех у комуникацији”. Годфри га упуца у врат. Драглајн износи Лука напоље и предаје се, али јуриша на Годфрија и гуши га све док га стражари не претуку и савладају. Док Лука утоварују у Капетанов ауто, Драглајн га у сузама преклиње да преживи.
Упркос протестима локалне полиције, Капетан одлучује да одведе Лука у удаљену затворску амбуланту уместо у локалну болницу, осигуравајући да Лук не преживи путовање. Док се аутомобил удаљава, полусвесни Лук се слабо смеје, док аутомобилске гуме газе Годфријеве наочаре за сунце. Након имплицирања Лукове смрти, Драглајн и остали затвореници се радо присећају њега.
Нешто касније, затворска екипа ради у близини сеоске раскрснице близу места где је Лук упуцан, а Драглајн сада носи окове око ногу, док их нови шеф надгледа. Док се камера удаљава, поцепана фотографија Лука који се цери са две жене је поново спојена и постављена је на раскрсницу у облику крста из птичје перспективе.

## Улоге
| Глумац         | Улога                      |
| -------------- | -------------------------- |
| Пол Њуман      | Лукас „Лук” Џексон         |
| Џорџ Кенеди    | Кларенс „Драглајн” Слајдел |
| Стразер Мартин | Капетан                    |
| Џо ван Флит    | Арлета Џексон              |
| Џој Хармон     | „Лусил”                    |
| Морган Вудворд | шеф Годфри                 |
| Лук Аскју      | шеф Пол                    |
| Роберт Донер   | шеф „Шорти”                |
| Клифтон Џејмс  | Кар                        |
| Џон Маклијам   | шеф Кин                    |
| Џ. Д. Кенон    | „Сосајети Ред”             |
| Лу Антонио     | „Коко”                     |
| Роберт Дривас  | Стив                       |

## Продукција

### Сценарио
Пирс, трговачки морнар који је касније постао фалсификатор и обијач сефова, написао је роман Хладноруког кажњеника о свом искуству рада у оковима док је служио у затвору на Флориди. Продао је причу студију Warner Bros. за 80.000 долара и добио још 15.000 долара за писање сценарија. Након што је радио на телевизији више од једне деценије, Розенберг је одлучио да ће ово бити његов биоскопски деби. Идеју је однео компанији Jalem Productions, у власништву Џека Лемона. Пошто Пирс није имао искуства у писању сценарија, његов нацрт је прерадио Френк Пирсон. Конрад Хол је ангажован као сниматељ, док је брат Пола Њумана, Артур, ангажован као менаџер производње јединице. Њуманова биографкиња Мари Еделман Борден написала је да је „тешки, поштен” сценарио спојио конце из ранијих филмова, посебно Хомбре, Њумановог ранијег филма из 1967. године. Розенберг је изменио оригинални завршетак сценарија, додајући „оптимистичан крај који би поновио Луков (и Њуманов) заштитни знак − осмех.”

### Кастинг
Лик Пола Њумана, Лук, одликовани је ратни ветеран који је осуђен на две године у руралном затвору на Флориди. Стално пркоси затворским властима, постаје вођа међу затвореницима, и покушава да побегне више пута. Док је сценарио развијан, у почетку је разматрана главна улога Џека Лемона или Телија Саваласа. Њуман је замолио да игра главну улогу након што је чуо за пројекат. Да би развио свој карактер, отпутовао је у Западну Вирџинију, где је бележио локалне акценте и испитивао понашање људи. Џорџ Кенеди се појавио у Оскаром награђеној улози Драглајна, који се испрва сукобљава са Луком, али почиње да га поштује. Током процеса номинације, забринут због успеха филмова Камелот и Бони и Клајд, Кенеди је потрошио 5.000 долара на рекламирање како би се промовисао. Касније је изјавио да је захваљујући награди његова плата „помножена са десет у минуту када ју је освојио”, додајући да је „најсрећнији део био што више нисам морао да играм само негативце”.
Стразер Мартин, познат по својим наступима у вестернима, добио је улогу Капетана, затворског управника приказаног као окрутни и безосећајни вођа, који строго кажњава Лука због покушаја бекства. Улога Лукове мајке на самрти, Арлете, која га посећује у затвору, додељена је Џо ван Флит након што ју је одбила Бети Дејвис. Морган Вудворд је добио улогу шефа Годфрија, лаконичног, окрутног и немилосрдног затворског службеника ког је он описао као „шетајућег Мефистофелеса”. Затвореници су га прозвали „човеком без очију” због његових наочара за сунце. Плавокоса Џој Хармон је изабрана за сцену у којој изазива затворенике тако што пере свој аутомобил, након што је њен менаџер Леон Ленс контактирао продуценте. Била је на аудицији пред Розенбергом и Њуманом у бикинију, без икаквог текста.

### Снимање
Филм је сниман на делти реке Сан Хоакин. Сет, који је представљао јужњачку затворску фарму, изграђен је у Стоктону у Калифорнији. Филмски креатори су послали екипу у затвор Таварес Роуд у Таваресу на Флориди, где је Пирс робијао, да фотографишу и узму мере. Грађевине направљене у Стоктону укључивале су бараке, трпезарију, просторије управника, стражарску колибу и одгајивачнице за псе. Дрвеће на сету било је украшено шпанском маховином коју су продуценти донели у околину. Изградња је убрзо привукла пажњу окружног грађевинског инспектора који ју је побркао са просторијама за раднике мигранте и наредио да се „осуди за кршење кодекса”. Уводна сцена у којој Њуман сече паркинг апарате снимљена је у Лодају у Калифорнији. Сцена у којој Лука прогањају ловачки пси, као и други екстеријери снимљени су у Џексонвилу, у затвору Калахан Роуд. Лука је играо каскадерски глумац, а коришћени пси узети су из Одељења за поправне установе Флориде.
Розенберг је желео да глумци интернализују живот затвореника у оковима и забранио је присуство жена на снимању. Након што је Хармонова стигла на локацију, остала је два дана у својој хотелској соби, а остатак глумачке екипе је није видео све док није почело снимање. Упркос Розенберговим намерама, сцена је на крају снимљена одвојено. Розенберг је упутио Хармонову у различите покрете и изразе које је желео. Првобитно планирана да буде снимљена за пола дана, Хармонина сцена је трајала три. За део сцене у којој се појављују затвореници у оковима, Розенберг ју је заменио тинејџерком навијачицом, која је носила капут.

### Музика
Оригиналну музику номиновану за Оскара написао је Лало Шифрин, који је писао песме са позадином популарне музике и џеза. Неке нумере укључују гитаре, бенџо и хармонику; друге укључују трубе, виолине, флауте и клавир.
Уређена верзија музичке из сцене са катраном (где затвореници енергично асфалтирају пут) годинама се користи као тематска музика за информативне програме локалних телевизијских станица широм света, углавном оних које су у власништву и којима управља ABC у Сједињеним Државама. Иако је ова музика написана за филм, постала је позната због повезаности са ТВ вестима, делом зато што њена стакато мелодија подсећа на звук телеграфа.

## Теме

### Хришћанска симболика
Пиерсон је у свој нацрт сценарија укључио експлицитну религијску симболику. Филм садржи неколико елемената заснованих на хришћанским темама, укључујући концепт Лука као свеца који осваја гомилу и на крају бива жртвован. Лук је приказан као „лик искупитеља сличан Исусу”. Након што је добио опкладу на једењу јаја, он исцрпљен лежи на столу у положају разапетог Исуса, испружених руку, прекрштених стопала једног преко другог. Након што је сазнао за мајчину смрт, Лук пева песму „Plastic Jesus”. Грег Герет такође пореди Лука са Исусом, у томе што попут Исуса, он није физички претио друштву због њихових поступака, а као и Исусово распеће, његова казна је била „претерана у свим размерама”.
Лук изазива Бога током кишне олује на путу, говорећи Му да му учини било шта. Касније, док копа и пуни ровове и суочава се са стражарима, један затвореник пева духовну песму „No Grave Gonna Keep my Body Down”. Пред крај филма, Лук говори Богу, евоцирајући разговор између Бога и Исуса у Гетсиманском врту, приказан у Јеванђељу по Луки. Након Луковог говора, Драглајн делује као Јуда, који предаје Лука властима, покушавајући да га убеди да се преда. У последњој сцени, Драглајн хвали Лука. Он објашњава да су упркос Луковој смрти, његове акције успеле да поразе систем. Завршни снимак приказује затворенике који раде на раскрсници далеко са висине, тако да је раскрсница у облику крста. На њој се налази залепљена фотографија коју је Лук послао током свог другог бекства, чији набори такође чине крст.

### Саобраћајни знаци и сигнализација
Кроз филм се користе различити саобраћајни знаци који допуњују акције ликова. На почетку, док Лук сече паркинг апарате са стубова, на њима се појављује реч „Прекршај”. На неколико места у филму се виде и „Стоп” знаци. Примери укључују секвенцу асфалтирања пута и последњу сцену, где се пут сусреће на попречном пресеку. Светла на семафору се мењају из зелене у црвену у позадини у тренутку Луковог хапшења, док на крају, када је смртно рањен, зелено светло у позадини постаје црвено.

### „Неуспех у комуникацији”
Ово што имамо овде је неуспех у комуникацији. Неке људе једноставно не можете да досегнете. Дакле, добијате оно што смо имали прошле недеље, што је начин на који он то жели. Па, он то добија. Ни мени се то не свиђа ништа више него вама.
Након што је написао реплику, Пирсон се забринуо да је фраза превише сложена за управника. Да би објаснио њено порекло, створио је позадину која је била укључена у сценске смернице. Пирсон је објаснио да, да би напредовали у затворском систему Флориде, полицајци су морали да похађају курсеве криминологије и пенологије на државном универзитету, показујући како управник може знати такве речи. Стразер Мартин је касније појаснио да је сматрао да је та реченица управо од оне врсте коју би његов лик врло вероватно чуо или прочитао од неких „шиљатих интелектуалаца” који су почели да се инфилтрирају у свет његовог лика под општом рубриком новог, просветљеног приступа лишавања слободе. Неки аутори сматрају да је цитат био метафора за текући Вијетнамски рат, који се одвијао током снимања; други су га применили на корпорације, па чак и на тинејџере. Цитат је наведен на 11. месту листе 100 најупечатљивијих филмских цитата Америчког филмског института.
Део цитата је укључен у песме „Civil War” и „Madagascar” бенда Guns N' Roses. Зеро Мостел парафразира ову реплику у филму Велика пљачка банке (1969). Када је Стразер Мартин био домаћин емисије Уживо суботом увече 19. априла 1980. године, играо је строгог власника језичког кампа за децу, пародирајући његову улогу из Хладноруког кажњеника. Парафразирао је своју реченицу из филма као: „Ово што имамо овде је неуспех у комуникацији ДВОЈЕЗИЧНО!”

## Објављивање и пријем
Филм је премијерно приказан 31. октобра 1967. у Њујорку. Приход од премијере отишао је у добротворне сврхе. Постигао је успех на благајнама, са зарадом од 16.217.773 долара на домаћим пројекцијама.
Часопис Variety је Њуманов наступ назвао „одличним”, а споредну глумачку екипу „свестраном и компетентном”. The New York Times је похвалио филм, нарочито издвајајући Пирсов и Пирсонов „оштар сценарио”, Розенбергову „безообзирно реалистичну и веродостојну” инсценацију и режију и Њуманов „сјајан“ наступ са 'непогрешном' глумачком поставом која га 'уздиже' изнад других затворских филмова. Кенедијева улога сматрана је 'снажно опсесивном', а глумци који играју затворско особље, као неке 'од којих се крв леди'”. New York Daily News дао је филму три и по звездице. Рецензенткиња Ен Гуарино напоменула је да је филм заснован на Пирсовом искуству у раду са оковима и додала: „Ако су приказане окрутности истините, филм би требало да подстакне реформе”. Гваринова је Њуманову глуму назвао „одличном” и „шармантном и допадљивом”, и написала да „хумор обезбеђује” Кенеди. Написала је да је ван Флитова „изванредно играла” Арлету, да је Мартин био „ефикасан” као управник и да се остатак глумачке екипе „добро сналази у својим улогама”. За The Boston Globe, Марџори Адамс је приметила да филм „удара јако, не штеди ударце, има посла са грубим, садистичким и несрећним људима”. Рецензија је оценила да је Њуман „изузетно ефикасан”, а његова улога је „одиграна са проницљивошћу, искреношћу и саосећањем”. Адамсова је истакла да се „Кенеди истиче као незванични вођа осуђеника”, улогу ван Флит је назвала „кратком, али дирљивом”, а Хармонин изглед „ремек-делом женске нехуманости према мушкарцима”. Према њеним речима, Розенбергова режија је била „оштра, проницљива и реалистична”.
Клифорд Тери је за Chicago Tribune написао да филм „прелепо функционише”, додајући да је „оштар, упијајући и изузетно забаван”. Тери је приметио Њуманов „уобичајено компетентан наступ” и „снажну подршку глумачке екипе”, и похвалио Кенедија, Мартина, Аскјуа и Вудворда. Ван Флитина глума је оцењена као „маестрално одиграна”. Розенбергова режија је названа „разноликом” у свом „истраживању расположења”. Тери је сматрао да су „вероватан, подешен дијалог” Пирсона и Пирса, као и Хилова „фотографија усредсређена на сунце” створили „сјајан осећај јужњачке нелагоде”. Осећао је да је „последњих 10 минута” у којима је приказан Луков монолог „скоро уништило претходних 110”, са „невероватним” монологом и „уметничким снимком камере” разбијања „наочара за сунце омраженог надгледника” и допринело „вештачкој незгодности” сцене. Али „све остало функционише”, написао је Тери.
За Los Angeles Times, рецензент Чарлс Чемплин назвао је филм „изузетно занимљивим и импресивним”. Написао је да Хладноруки кажњеник „има своје мане које кваре иначе посебно достигнуће”, али да „и даље остаје достигнуће”. Осећао је да је филм „тријумф” за Њумана. Чемплин је сцену са ван Флитовом сматрао „невероватним делом писања и глуме”. Улоге затворског особља је назвао „тријумфално мрским”, а Кенедија „сјајним”. Он је секвенцу са Хармоновом назвао „сценом окрутне сексуалности”, а Шифринову музику „усамљеном и ловачком”. Чемплин је сматрао да је Њуманов крајњи монолог био „сценски, сентименталан и сувишан”. Додао је да филм „игра на нивоу реалности која се може посматрати” и да се „упад кинематографске вештине чини потпуно погрешним”. Написао је да филмски ствараоци „нису рачунали на сопствену снагу у стварању својих симболичних поента”, већ да је резултат био „филм са задивљујућим утицајем”.
Time Inc. је написао да „лепота потиче од пажљивог грађења карактера појединаца”. У овој рецензији се наводи да Розенберг „приповеда причу једноставно и директно”, док ламентира због „антиклиматских, несрећних монтажа” на крају филма. St. Louis Post-Dispatch је похвалио Кенедијеву глуму као „сирови реализам у финој изведби”, а Розенбергов рад као „надпросечан играни филм о окованим затвореницима”. У рецензији је похваљена „течна камера, која ради на исказивању израза” која је учинила да се затвореници „стопе као различите и занимљиве особе”. Austin American-Statesman назвао је филм „упијајућим, добро осмишљеним”. Сценарио је оцењен „затегнутим и вешто избрушеним, зачињен хумором и перцептивним акцентима”, а Розенбергова режија „глатко тече, јер је брутално реалистична и повремено сирова”. Њуманов наступ је поздрављен као „сигурнан стил који је потпуно убедљив”; у рецензији је закључено да се филм „може ценити на било ком нивоу”.

### Касније рецензије
Филм на сајту Rotten Tomatoes има рејтинг одобравања од 100% на основу критика 53 критичара, са просечном оценом од 8,8/10. Критички консензус сајта гласи: „Иако је спутан режијом Стјуарта Розенберга, филм је уздигнут звезданим сценаријем и једним од најнеизбрисивијих извођења Пола Њумана”. Часопис Empire га је оценио са пет звездица од пет, прогласивши Лука једним од Њуманових најбољих улога. Slant је оценио филм са три звездице од четири. Њуманову улогу описује као „култну”, такође хвалећи кинематографију и музику. AllMovie похвалио је Њуманов наступ као „један од најнезаборавнијих анти-ауторитарних хероја у историји филма”. Роџер Иберт је укључио филм у своју колекцију „Сјајних филмова”, оценивши га са четири од четири звездице. Назвао га је „сјајним” филмом, али и филмом против естаблишмента током Вијетнамског рата. Он је веровао да је филм производ свог времена и да ниједна велика филмска компанија данас не би била заинтересована за продукцију филма такве „физичке казне, психичке окрутности, безнађа и једнаких делова садизма и мазохизма”. Похвалио је кинематографију, која је ухватила „кажњавајућу врућину” локације, и навео да је „физичко присуство Пола Њумана разлог зашто овај филм функционише: осмех, невине плаве очи, недостатак шепурења”, што ниједан други глумац није могао урадити исто тако ефикасно.
Њуманов биограф Лоренс Џ. Квирк сматра да је ово једна од Њуманових слабијих улога, пишући: „Једном га чак и Њуманова чувена харизма изневери, јер му у филму Хладноруки кажњеник потпуно недостаје шарм који, рецимо, Ал Пачино у Страшилу без напора показује када игра зезнутог човека који такође завршава (накратко) у затвору.” Квирк је додао да је Њуманов учинак био јачи у другом полувремену: „да будемо фер према Њуману, он је дао све од себе да одигра немогућу улогу, пошто је Лук рационализаторска фантазија кажњеника и никада прави лик”. Неки аутори су критиковали филмски приказ затворског живота у то време. У рецензији под називом „Чиста лепота на погрешном месту”, часопис Life похвалио је филмску фотографију, али је критиковао утицај визуелних стилова у приказима логора. Часопис је објавио да су га пејзажи претворили у „камп за одмор [у коме] људи добијају довољно сна, хране и здравог вежбања на отвореном”, и да упркос присуству чувара, показује да постоје „гори начини да се плати свој дуг друштву”. Рон Клуни је такође приметио да затвори „нису хотели и сигурно нису онакви какви су приказани у филму Хладноруки кажњеник.

### Награде и номинације
| Награда                                         | Категорија                         | Номиновани                              | Резултат   |
| ----------------------------------------------- | ---------------------------------- | --------------------------------------- | ---------- |
| Оскар                                           | Најбољи глумац                     | Пол Њуман                               | Номинација |
| Оскар                                           | Најбољи споредни глумац            | Џорџ Кенеди                             | Освојено   |
| Оскар                                           | Најбољи адаптирани сценарио        | Дон Пирс и Френк Пирсон                 | Номинација |
| Оскар                                           | Најбоља оригинална музика          | Лало Шифрин                             | Номинација |
| Награде Удружења режисера Америке               | Најбоље режирани дугометражни филм | Стјуарт Розенберг                       | Номинација |
| Филмски фестивал Фаро ајланда                   | Најбољи филм                       | Стјуарт Розенберг                       | Номинација |
| Награде Златни глобус                           | Најбољи глумац – драма             | Пол Њуман                               | Номинација |
| Награде Златни глобус                           | Најбољи споредни глумац            | Џорџ Кенеди                             | Номинација |
| Награде Ловор                                   | Најбоља драма                      | Најбоља драма                           | Номинација |
| Награде Ловор                                   | Најбољи глумац                     | Пол Њуман                               | Номинација |
| Награде Ловор                                   | Најбољи споредни глумац            | Џорџ Кенеди                             | Освојено   |
| Национални одбор за презервацију филмова        | Национални регистар филмова        | Национални регистар филмова             | укључен    |
| Награде Националног друштва филмских критичара  | Најбоља кинематографија            | Конрад Хол (такође за филм Хладнокрвно) | 2. место   |
| Награде онлајн филмског и телевизијског друштва | Галерија славних – филмови         | Галерија славних – филмови              | Освојено   |

### Наслеђе
Године 2003, Амерички филмски институт је на својој листи 100 година АФИ-ја... 100 хероја и негативаца оценио Лука као 30. највећег хероја у историји америчке кинематографије, а три године касније је сместио филм на 71. место листе 100 година АФИ-ја... 100 инспирација. Године 2006. Лук је био рангиран на 53. месту листе 100 највећих филмских ликова часописа Empire. Филм је учврстио Њуманов статус звезде на благајнама, док се филм сматра каменом темељцем тог доба. Филм се нашао на листи Националног регистра филмова 2005. године.
Књига је адаптирана у Вест Енд представу Еме Ривс. Изведена је у лондонском позоришту Алдвич са Марком Вореном у главној улози, али је отказана након мање од два месеца, због лоших критика. The Times је одабрао представу и као „Избор критичара” и „Шта би критичари платили да виде”.
Епизода телевизијске серије "Војводе Хазарда (The Dukes of Hazzard)"  под називом „Cool Hands Luke and Bo” инспирисана је филмом, док Морган Вудворд глуми „пуковника Касијуса Клејборна”, шефа суседног округа и управника затворске фарме. Он носи наочаре за сунце налик на шефа Годфрија током целе епизоде.
Хришћански алтернативни рок бенд Cool Hand Luke са седиштем у Нешвилу добио је име по филму.